# Shehu Abdullahi
Shehu Abdullahi (Sokoto, 12 maart 1993) is een Nigeriaans voetballer die doorgaans speelt als rechtsback. In oktober 2024 tekende hij voor Kano Pillars. Abdullahi maakte in 2014 zijn debuut in het Nigeriaans voetbalelftal.

## Clubcarrière
Abdullahi speelde in zijn vaderland Nigeria voor Kano Pillars. Deze club verliet hij in juli 2014 voor Qadsia. Na één seizoen daar nam União Madeira de Nigeriaan over. Daar tekende hij voor twee seizoenen. Opnieuw duurde de periode van Abdullahi maar één jaar, waarna hij ditmaal naar Anorthosis Famagusta trok. In januari 2018 maakte Abdullahi de overstap naar Bursaspor, waar hij zijn handtekening zette onder een verbintenis voor de duur van tweeënhalf jaar. Na afloop van dit contract kon hij transfervrij vertrekken. Hierop besloot de Nigeriaan terug te keren op Cyprus. Omonia Nicosia gaf hem een contract voor twee seizoenen. In zijn eerste jaar bij Omonia veroverde hij met zijn club de Cypriotische landstitel. In de zomer van 2022 vertrok Abdullahi transfervrij uit Cyprus, om voor een halfjaar bij Levski Sofia te tekenen. Abdullahi keerde in oktober 2024 terug bij Kano Pillars.

## Clubstatistieken
| Seizoen | Club                 | Competitie     | Competitie | Competitie | Beker | Beker | Internationaal | Internationaal | Totaal | Totaal |
| Seizoen | Club                 | Competitie     | Wed.       | Dlp.       | Wed.  | Dlp.  | Wed.           | Dlp.           | Wed.   | Dlp.   |
| ------- | -------------------- | -------------- | ---------- | ---------- | ----- | ----- | -------------- | -------------- | ------ | ------ |
| 2014/15 | Qadsia               | Premier League | 7          | 1          | 0     | 0     | 11             | 0              | 18     | 1      |
| 2015/16 | União Madeira        | Primeira Liga  | 28         | 1          | 1     | 0     | —              | —              | 29     | 1      |
| 2016/17 | Anorthosis Famagusta | A Divizion     | 29         | 2          | 6     | 1     | —              | —              | 35     | 3      |
| 2017/18 | Anorthosis Famagusta | A Divizion     | 19         | 1          | 2     | 0     | —              | —              | 21     | 1      |
| 2017/18 | Bursaspor            | Süper Lig      | 14         | 0          | 0     | 0     | —              | —              | 14     | 0      |
| 2018/19 | Bursaspor            | Süper Lig      | 13         | 1          | 0     | 0     | —              | —              | 13     | 1      |
| 2019/20 | Bursaspor            | 1. Lig         | 33         | 4          | 0     | 0     | —              | —              | 33     | 4      |
| 2020/21 | Omonia Nicosia       | A Divizion     | 30         | 0          | 1     | 0     | 4              | 0              | 35     | 0      |
| 2021/22 | Omonia Nicosia       | A Divizion     | 20         | 0          | 4     | 0     | 7              | 0              | 31     | 0      |
| 2022/23 | Levski Sofia         | Parva Liga     | 8          | 0          | 1     | 0     | —              | —              | 9      | 0      |
| Totaal  | Totaal               | Totaal         | 201        | 10         | 15    | 1     | 22             | 0              | 238    | 11     |

Bijgewerkt op 10 oktober 2024.

## Interlandcarrière
Abdullahi maakte zijn debuut in het Nigeriaans voetbalelftal op 11 januari 2014, toen met 2–1 verloren werd van Mali. Abdoulaye Sissoko en Adama Traoré scoorden voor Mali, waarna Nigeria via Gbolahan Salami nog iets terugdeed. Abdullahi moest van bondscoach Stephen Keshi als wisselspeler aan het duel beginnen en hij negen minuten na rust in voor Ikenna Hillary. Abdullahi werd in juni 2018 door bondscoach Gernot Rohr opgenomen in de selectie van Nigeria voor het wereldkampioenschap in Rusland.
| Interlands van Shehu Abdullahi voor Nigeria | Interlands van Shehu Abdullahi voor Nigeria | Interlands van Shehu Abdullahi voor Nigeria | Interlands van Shehu Abdullahi voor Nigeria | Interlands van Shehu Abdullahi voor Nigeria | Interlands van Shehu Abdullahi voor Nigeria | Interlands van Shehu Abdullahi voor Nigeria |
| №                                           | Datum                                       | Wedstrijd                                   | Uitslag                                     | Competitie                                  | Goals                                       |                                             |
| Als speler bij Kano Pillars                 | Als speler bij Kano Pillars                 | Als speler bij Kano Pillars                 | Als speler bij Kano Pillars                 | Als speler bij Kano Pillars                 | Als speler bij Kano Pillars                 | Als speler bij Kano Pillars                 |
| ------------------------------------------- | ------------------------------------------- | ------------------------------------------- | ------------------------------------------- | ------------------------------------------- | ------------------------------------------- | ------------------------------------------- |
| 1                                           | 11 januari 2014                             | Mali – Nigeria                              | 2 – 1                                       | CHAN 2014                                   |                                             |                                             |
| 2                                           | 15 januari 2014                             | Nigeria – Mozambique                        | 4 – 2                                       | CHAN 2014                                   |                                             |                                             |
| 3                                           | 19 januari 2014                             | Nigeria – Zuid-Afrika                       | 3 – 1                                       | CHAN 2014                                   |                                             |                                             |
| 4                                           | 25 januari 2014                             | Nigeria – Marokko                           | 4 – 3                                       | CHAN 2014                                   |                                             |                                             |
| 5                                           | 29 januari 2014                             | Nigeria – Ghana                             | 0 – 0                                       | CHAN 2014                                   |                                             |                                             |
| 6                                           | 1 februari 2014                             | Zimbabwe – Nigeria                          | 0 – 1                                       | CHAN 2014                                   |                                             |                                             |
| Als speler bij União Madeira                |                                             |                                             |                                             |                                             |                                             |                                             |
| 7                                           | 8 oktober 2015                              | Nigeria – Congo-Kinshasa                    | 0 – 2                                       | Vriendschappelijk                           |                                             |                                             |
| 8                                           | 11 oktober 2015                             | Nigeria – Kameroen                          | 3 – 0                                       | Vriendschappelijk                           |                                             |                                             |
| 9                                           | 13 november 2015                            | Swaziland – Nigeria                         | 0 – 0                                       | WK 2018 kwalificatie                        |                                             |                                             |
| 10                                          | 17 november 2015                            | Nigeria – Swaziland                         | 2 – 0                                       | WK 2018 kwalificatie                        |                                             |                                             |
| 11                                          | 25 maart 2016                               | Nigeria – Egypte                            | 1 – 1                                       | AK 2017 kwalificatie                        |                                             |                                             |
| 12                                          | 29 maart 2016                               | Egypte – Nigeria                            | 1 – 0                                       | AK 2017 kwalificatie                        |                                             |                                             |
| 13                                          | 27 mei 2016                                 | Nigeria – Mali                              | 1 – 0                                       | Vriendschappelijk                           |                                             |                                             |
| 14                                          | 31 mei 2016                                 | Luxemburg – Nigeria                         | 1 – 3                                       | Vriendschappelijk                           |                                             |                                             |
| Als speler bij Anorthosis Famagusta         |                                             |                                             |                                             |                                             |                                             |                                             |
| 15                                          | 9 oktober 2016                              | Zambia – Nigeria                            | 1 – 2                                       | WK 2018 kwalificatie                        |                                             |                                             |
| 16                                          | 12 november 2016                            | Nigeria – Algerije                          | 3 – 1                                       | WK 2018 kwalificatie                        |                                             |                                             |
| 17                                          | 1 juni 2016                                 | Nigeria – Togo                              | 3 – 0                                       | Vriendschappelijk                           |                                             |                                             |
| 18                                          | 10 juni 2017                                | Nigeria – Zuid-Afrika                       | 0 – 2                                       | AK 2019 kwalificatie                        |                                             |                                             |
| 19                                          | 1 september 2017                            | Nigeria – Kameroen                          | 4 – 0                                       | WK 2018 kwalificatie                        |                                             |                                             |
| 20                                          | 4 september 2017                            | Kameroen – Nigeria                          | 1 – 1                                       | WK 2018 kwalificatie                        |                                             |                                             |
| 21                                          | 7 oktober 2017                              | Nigeria – Zambia                            | 1 – 0                                       | WK 2018 kwalificatie                        |                                             |                                             |
| 22                                          | 10 november 2017                            | Algerije – Nigeria                          | 1 – 1                                       | WK 2018 kwalificatie                        |                                             |                                             |
| 23                                          | 14 november 2017                            | Argentinië – Nigeria                        | 2 – 4                                       | Vriendschappelijk                           |                                             |                                             |
| Als speler bij Bursaspor                    |                                             |                                             |                                             |                                             |                                             |                                             |
| 24                                          | 23 maart 2018                               | Polen – Nigeria                             | 0 – 1                                       | Vriendschappelijk                           |                                             |                                             |
| 25                                          | 28 mei 2018                                 | Nigeria – Congo-Kinshasa                    | 1 – 1                                       | Vriendschappelijk                           |                                             |                                             |
| 26                                          | 2 juni 2018                                 | Engeland – Nigeria                          | 2 – 1                                       | Vriendschappelijk                           |                                             |                                             |
| 27                                          | 6 juni 2018                                 | Nigeria – Tsjechië                          | 0 – 1                                       | Vriendschappelijk                           |                                             |                                             |
| 28                                          | 16 juni 2018                                | Kroatië – Nigeria                           | 2 – 0                                       | WK 2018                                     |                                             |                                             |
| 29                                          | 13 oktober 2018                             | Nigeria – Libië                             | 4 – 0                                       | AK 2019 kwalificatie                        |                                             |                                             |
| 30                                          | 22 maart 2019                               | Nigeria – Seychellen                        | 3 – 1                                       | AK 2019 kwalificatie                        |                                             |                                             |
| 31                                          | 26 maart 2019                               | Nigeria – Egypte                            | 1 – 0                                       | Vriendschappelijk                           |                                             |                                             |
| 32                                          | 22 juni 2019                                | Nigeria – Burkina Faso                      | 1 – 0                                       | AK 2019 kwalificatie                        |                                             |                                             |
| 33                                          | 13 oktober 2019                             | Brazilië – Nigeria                          | 1 – 1                                       | Vriendschappelijk                           |                                             |                                             |
| Als speler bij Omonia Nicosia               |                                             |                                             |                                             |                                             |                                             |                                             |
| 34                                          | 17 november 2020                            | Sierra Leone – Nigeria                      | 0 – 0                                       | AK 2019 kwalificatie                        |                                             |                                             |
| 35                                          | 4 juni 2021                                 | Nigeria – Kameroen                          | 0 – 1                                       | Vriendschappelijk                           |                                             |                                             |
| 36                                          | 8 juni 2021                                 | Kameroen – Nigeria                          | 0 – 0                                       | Vriendschappelijk                           |                                             |                                             |
| 37                                          | 3 september 2021                            | Nigeria – Libanon                           | 2 – 0                                       | WK 2022 kwalificatie                        |                                             |                                             |
| 38                                          | 7 september 2021                            | Kaapverdië – Nigeria                        | 1 – 2                                       | WK 2022 kwalificatie                        |                                             |                                             |
| 39                                          | 16 november 2021                            | Nigeria – Kaapverdië                        | 1 – 1                                       | WK 2022 kwalificatie                        |                                             |                                             |
| 40                                          | 29 maart 2022                               | Nigeria – Ghana                             | 1 – 1                                       | WK 2022 kwalificatie                        |                                             |                                             |
| 41                                          | 9 juni 2022                                 | Nigeria – Sierra Leone                      | 2 – 1                                       | AK 2023 kwalificatie                        |                                             |                                             |
| 41                                          | 13 juni 2022                                | Sao Tomé en Principe – Nigeria              | 0 – 10                                      | AK 2023 kwalificatie                        |                                             |                                             |

Bijgewerkt op 10 oktober 2024.

## Erelijst
| A Divizion     | 1 | 2020/21 |
| Kypello Kyprou | 1 | 2021/22 |
| Super Cup      | 1 | 2021    |